# Emigração italiana

Mapa da diáspora italiana no mundo por número.
Itália
+ 10.000.000
+ 1.000.000
+ 100.000
+ 10.000

A emigração italiana (ou diáspora italiana; em italiano emigrazione italiana) foi um fenômeno social iniciado nas últimas décadas do século XIX e que continuou grande até meados do século XX. A saída de milhões de pessoas da Itália, entre as décadas de 1880 e 1970, é considerado um dos maiores movimentos migratórios não forçados da história.
A Itália passou por duas grandes ondas de emigração, sendo a primeira iniciada por volta de 1880 — duas décadas após a unificação italiana — e durando até o início dos anos 1940. Motivados principalmente pela pobreza, pela superpopulação e pela falta de terras agricultáveis — especialmente no sul rural do país — milhões de italianos deixaram a Itália em busca de "pão e trabalho", com destino principal às Américas. A economia majoritariamente agrícola e a má gestão das terras tornavam pouco atrativa a permanência no campo.
A segunda diáspora começou após o fim da Segunda Guerra Mundial e terminou aproximadamente na década de 1970. Entre 1880 e 1980, cerca de 15 milhões de italianos deixaram o país de forma permanente. Em 1980, estimava-se que cerca de 25 milhões de italianos residiam fora da Itália. Entre 1861 e 1985, 29.036.000 italianos emigraram para outros países; desses, 16 milhões (55%) partiram antes da eclosão da Primeira Guerra Mundial. Cerca de 10.275.000 retornaram à Itália (35%) e 18.761.000 se estabeleceram permanentemente no exterior (65%). Uma terceira onda, que afeta principalmente os jovens, é amplamente conhecida na mídia italiana como "fuga de cervelli" (fuga de cérebros), e acredita-se que esteja ocorrendo devido aos problemas socioeconômicos causados pela crise financeira do início do século XXI. Segundo o Registro Público de Italianos Residentes no Exterior (AIRE), o número de italianos no exterior subiu de 3.106.251 em 2006 para 4.636.647 em 2015 — um aumento de 49% em apenas 10 anos.
Essas ondas migratórias em massa formou uma grande diáspora italiana no mundo, com mais de 5 milhões de cidadãos italianos vivendo atualmente fora do país e cerca de 80 milhões de pessoas ao redor do mundo que afirmam ter ancestralidade italiana total ou parcial. O Museu Nacional da Emigração Italiana, localizado em Gênova, documenta essa história por meio de relatos pessoais, cartas e fotografias.

## Histórico

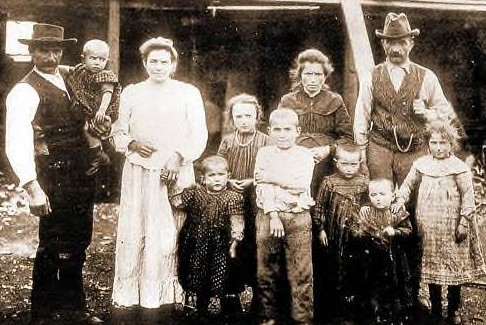
Emigrantes modeneses para Capitán Pastene (na região de Araucanía, no centro do Chile) em 1910.

O século XIX e o início do século XX foi um momento marcado por enormes ondas emigratórias na Europa. Entre 1800 e 1930, 40 milhões de europeus deixaram seus países em busca de melhores condições de vida, principalmente nas Américas. Até meados do século XIX, a Península Itálica era dividida em diversos reinos, com dialetos e aspectos culturais distintos entre si. Em 1848 surgiram os primeiros passos para o processo da Unificação Italiana (Risorgimento), que só foi concluído em 1871. A Itália era um país formado por grandes discrepâncias sociais: o Norte entrava em um amplo processo de industrialização, enquanto o Sul tinha sua economia baseada na agricultura.
| Estados Unidos         | 5,6  |
| França                 | 4,1  |
| Suíça                  | 3,0  |
| Argentina              | 2,9  |
| Alemanha               | 2,4  |
| Brasil                 | 1,5  |
| Império Austro-Húngaro | 1,1  |
| Canadá                 | 0,6  |
| Bélgica                | 0,5  |
| Austrália              | 0,4  |
| Venezuela              | 0,2  |
| Grã-Bretanha           | 0,2  |
| Europa                 | 12,5 |
| Américas e Austrália   | 11,5 |
| Total                  | 24   |

## O início da emigração
Antes mesmo da unificação, já existia a emigração de pessoas do que hoje conhecemos como a Itália, porém esse primeiro movimento foi pouco expressivo. Partindo do Norte da Itália, um número considerável de italianos iam em busca de melhores condições de trabalho em outros países europeus, nomeadamente a França, Suíça e Alemanha. Eram em sua maioria pessoas do sexo masculino que partiam por conta própria e, após trabalharem por alguns anos nesses países, retornavam para a Itália.

## O fenômeno da emigração

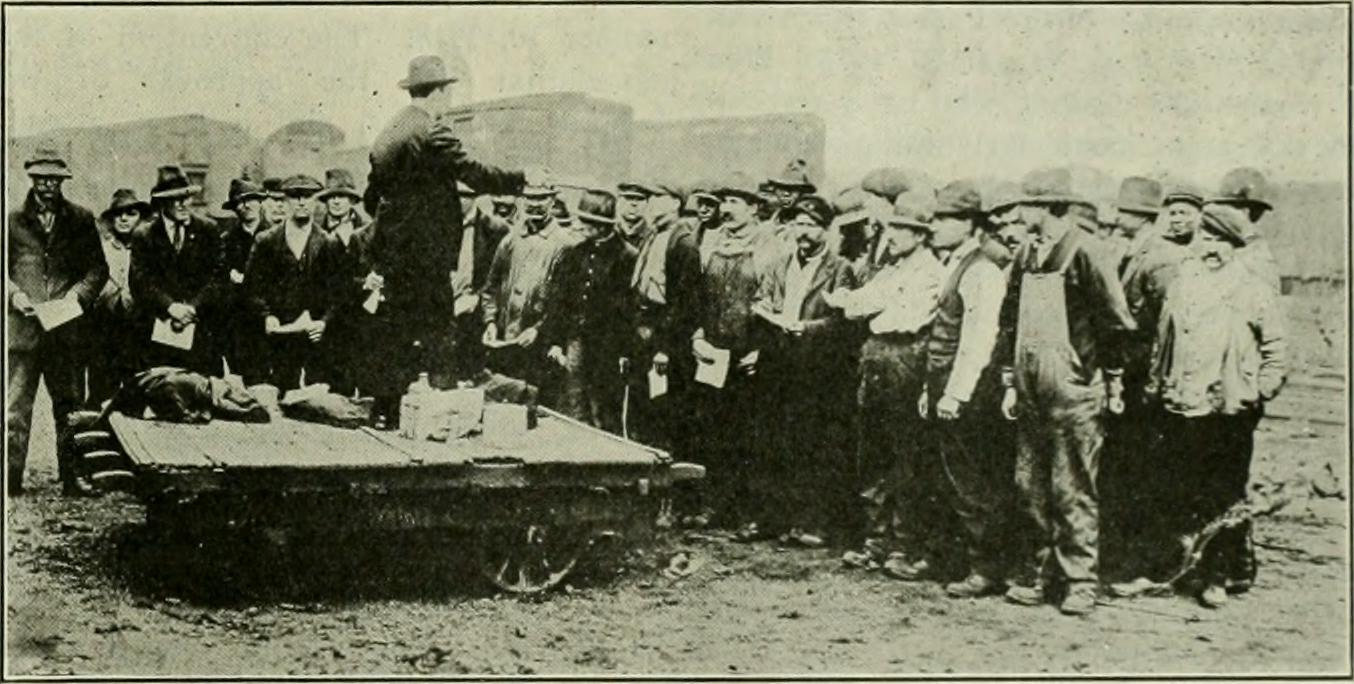
Emigrantes italianos empregados na construção de uma ferrovia nos Estados Unidos (1918).

Com a unificação italiana em 1871, a emigração tornou-se um fenômeno social na Itália. Entre 1871 e 1875, 126.395 italianos emigraram. No início da década de 1880 a saída de italianos já alcançava cifras notáveis. Os fatores dessa saída foram vários, sendo principalmente por motivos sócioeconômicos, seguido de razões políticas e pessoais. Nos primeiros anos, 80% dos emigrantes partiam do Norte da Itália. O fenômeno emigratório só chegou ao Sul da Itália no início do século XX, quando os sulistas passaram a dominar a fonte de saídas.
A emigração transoceânica passou a predominar neste momento, tendo os italianos três destinos principais: os Estados Unidos, a Argentina e o Brasil e, em menor medida Uruguai, Chile e Venezuela. O Brasil absorveu a maior parte dos imigrantes italianos nos primeiros anos, sendo superado pela Argentina nos últimos anos do século XIX e os EUA tornaram-se o maior receptor de italianos no início do século XX.
O governo italiano nada fazia pelos emigrantes, que partiam à própria sorte e muitas vezes caíam em propagandas enganosas de emprego fácil para onde emigravam. A emigração só foi regulamentada em 1888, quando o governo passou a dar apoio àqueles que quisessem emigrar, porém, não lhes prestava nenhuma assistência se algo desse errado. No Brasil, por exemplo, milhares de italianos foram explorados nas fazendas de café, fato que só foi assistido em 1902, quando o governo italiano proibiu a imigração subsidiada para o Brasil.
O governo percebeu que a emigração era algo lucrativo: os emigrantes vendiam tudo o que tinham na Itália e mandavam dinheiro para os parentes que ficaram. Além disso, o governo estava se livrando de uma grande massa de camponeses e desempregados.
A maciça emigração italiana ocorreu até 1914. Com a eclosão da Primeira Guerra Mundial, o número de emigrantes italianos sofreu um processo de baixa, até a eclosão da Segunda Guerra Mundial. Após as duas guerras, a Itália estava destruída e precisava de braços para reerguer o país, fazendo com que a emigração se tornasse pouco expressiva.
| Emigração italiana |         |         |         |         |         |         |         |         |         |         |
|                    | Década  |         |         |         |         |         |         |         |         |         |
| Nacionalidade      | 1871-75 | 1876-80 | 1881-85 | 1886-90 | 1891-95 | 1896-00 | 1901-05 | 1906-10 | 1911-12 | 1913    |
| Italianos          | 126.395 | 108.796 | 154.141 | 221.699 | 256.510 | 310.434 | 554.050 | 651.288 | 622.645 | 872.598 |

## A vida do emigrante italiano

### Estados Unidos

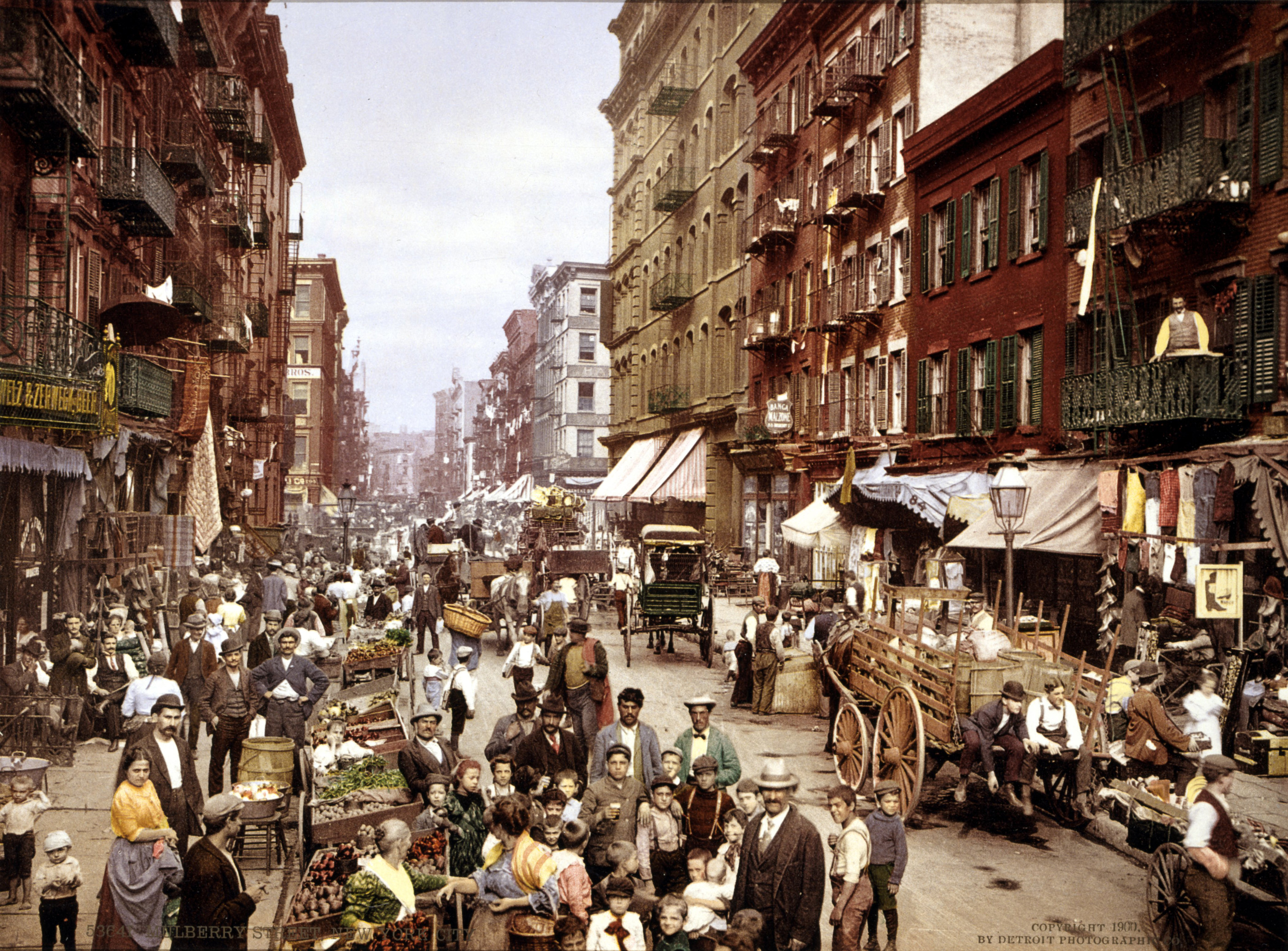
Imigrantes italianos em Mulberry Street, Manhattan: hoje a rua faz parte da Little Italy.

Nos Estados Unidos, os italianos começaram a chegar em maior número em 1876 e chegaram aos milhões entre 1910 e 1920. Eram em sua maioria homens camponeses da Sicilia, que viraram trabalhadores urbanos no Nordeste do país, sobretudo na região de Nova Iorque. Vítimas de preconceito, os italianos se aglomeravam em bairros pobres nas periferias das cidades, fazendo trabalhos pouco remunerados, razão da qual muitos retornaram para a Itália. Agarrados às suas origens, os italianos se uniam em grandes comunidades, vivendo em bairros inteiros formados por italianos, como é o caso de Little Italy. A crescente indústria norte-americana precisava de trabalhadores e em pouco tempo a comunidade italiana tornou-se uma das mais prósperas dos Estados Unidos da América.

### Argentina

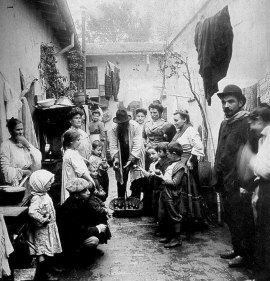
Imigrantes italianos em um conventillo em Buenos Aires, Argentina.

Atraídos pela promessa de terras e empregos, os emigrantes italianos formaram o grosso da imigração na Argentina, superando inclusive os espanhóis. A maioria era proveniente do Piemonte, da Calábria e da Sicília e se destinou à região urbana de Buenos Aires, enquanto outros tornaram-se agricultores nas províncias de Santa Fé, Cordoba,Mendoza e no interior da provincia de Buenos Aires..

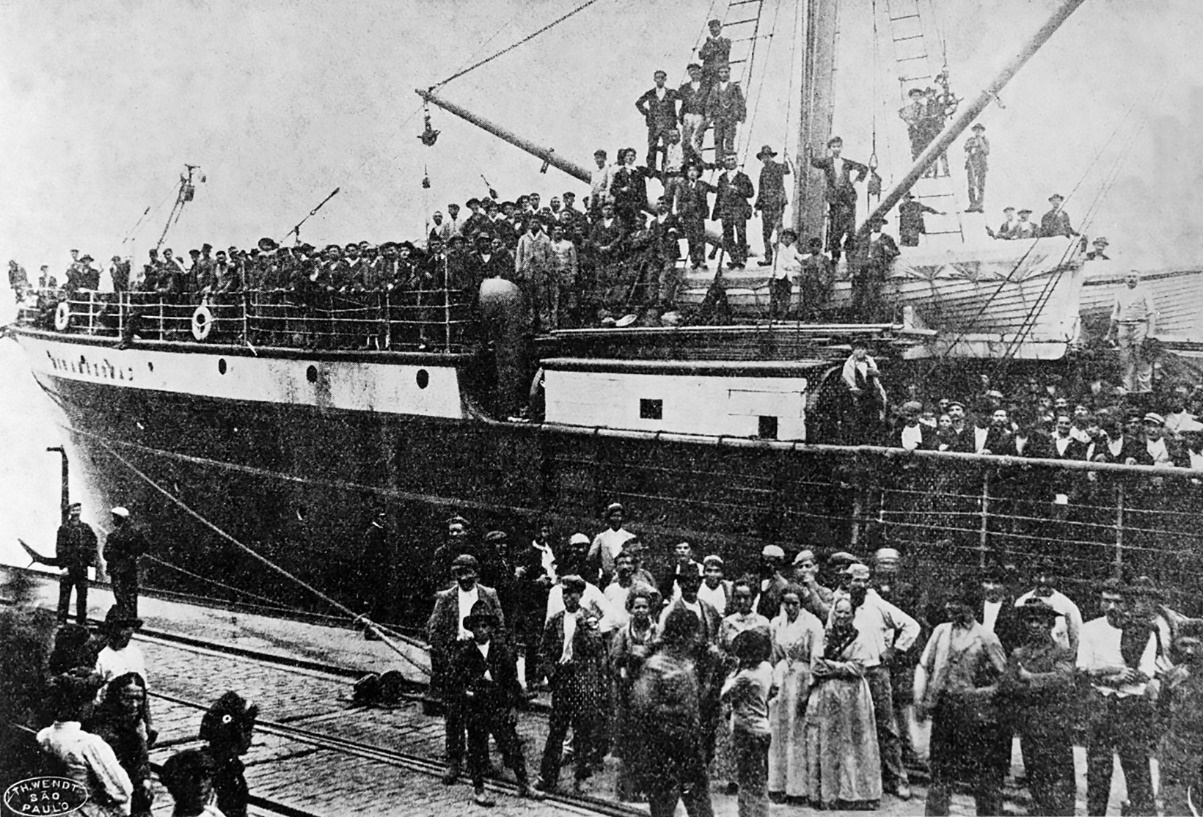
Navio carregado de emigrantes italianos chega ao Brasil (1907).

| Ano  | População estrangeira | População italiana | % italianos sobre estrangeiros | % italianos sobre população total |
| ---- | --------------------- | ------------------ | ------------------------------ | --------------------------------- |
| 1869 | 210.000               | 71.000             | 33,8                           | 4,3                               |
| 1895 | 1.007.000             | 493.000            | 48,9                           | 12,5                              |
| 1914 | 2.391.000             | 942.000            | 39,4                           | 11,9                              |
| 1947 | 2.436.000             | 786.000            | 32,3                           | 4,9                               |
| 1960 | 2.604.000             | 878.000            | 33,7                           | 4,4                               |
| 1970 | 2.193.000             | 637.000            | 29,0                           | 2,7                               |

### Brasil
Os italianos emigraram em grande número para o Brasil entre o final do século XIX e início do século XX. Eram em sua maioria famílias inteiras de camponeses do Norte da Itália a maioria do Veneto que foram atraídos pelo governo brasileiro para se tornarem agricultores no Sul do país e, posteriormente, trabalharem na colheita de café na região de São Paulo.
| Imigração italiana para o Brasil Fonte: (IBGE) |           |           |           |           |           |           |           |           |
|                                                | Década    |           |           |           |           |           |           |           |
| Nacionalidade                                  | 1884-1893 | 1894-1903 | 1904-1913 | 1914-1923 | 1924-1933 | 1945-1949 | 1950-1954 | 1955-1959 |
| Italianos                                      | 510.533   | 537.784   | 196.521   | 86.320    | 70.177    | 15.312    | 59.785    | 31.263    |